# James Brendan Connolly
James Brendan Bennet Connolly (ur. 28 października 1868 w Bostonie, zm. 20 stycznia 1957 w Brookline w stanie Massachusetts) – amerykański lekkoatleta i pisarz-marynista, pierwszy zwycięzca igrzysk olimpijskich ery nowożytnej (w trójskoku).

## Życiorys

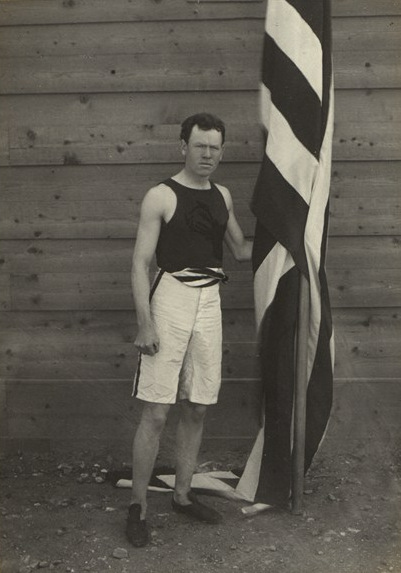
James Connolly (1896)

Urodził się 28 października 1868 r. w Bostonie, w ubogiej rodzinie imigrantów z Wysp Aran w zachodniej Irlandii jako jedno z 12 dzieci rybaka Jamesa i Ann. Ukończył szkołę podstawową i zawodową, po czym poszedł do pracy. Był utalentowanym sportowcem, organizatorem drużyny futbolu amerykańskiego oraz kapitanem drużyny kolarskiej i propagatorem tego sportu. W 1895 r., pomimo nieukończenia szkoły średniej, został przyjęty na Harvard University, co było możliwe dzięki dużemu wysiłkowi włożonemu w samokształcenie. Na uniwersytecie starał się o miejsce w drużynie futbolowej, ale ze względu na kontuzję (złamany obojczyk) na pierwszym treningu, jego kariera została przerwana.
Connolly nie ukończył studiów, ponieważ pomimo braku urlopu dziekańskiego udał się na pierwsze nowożytne igrzyska olimpijskie w 1896 r. w Atenach. Na skutek pomyłki niemal spóźnił się na igrzyska, gdyż organizatorzy wyjazdu amerykańskich zawodników źle przeliczyli datę ich rozpoczęcia z obowiązującego w Grecji kalendarza juliańskiego.
Pierwszym finałem igrzysk, rozgrywanym w dniu otwarcia (6 kwietnia 1896 r.) był trójskok. Connolly zwyciężył w tej konkurencji rezultatem 13,71 m, pokonując następnego zawodnika Alexandre Tuffèriego o ponad metr. W ten sposób stał się pierwszym mistrzem nowożytnych igrzysk olimpijskich. W Atenach startował również w skoku wzwyż w którym zajął 2. miejsce ex aequo z Robertem Garrettem (zwyciężył Ellery Clark) oraz w skoku w dal, gdzie był trzeci za Clarkiem i Garrettem.
Jako jeden z nielicznych medalistów igrzysk w Atenach uzyskał dobre wyniki także na igrzyskach olimpijskich w 1900 r. w Paryżu, gdzie został wicemistrzem olimpijskim w trójskoku. Poprawił swój najlepszy wynik z Aten (osiągnął 13,97 m), ale przegrał o pół metra z Myerem Prinsteinem.
W 1898 r. był korespondentem wojennym na Kubie, gdzie toczyła się wojna hiszpańsko-amerykańska. Nie wystąpił na igrzyskach olimpijskich w 1904 w Saint Louis, ale był podczas nich sprawozdawcą sportowym. Pojechał natomiast na igrzyska międzyolimpijskie w 1906 w Atenach, gdzie wystąpił w trójskoku i skoku w dal, ale w żadnej z tych konkurencji nie oddał ważnego skoku.
W późniejszych latach Connolly został pisarzem specjalizującym się w literaturze marynistycznej. Opublikował 25 powieści i ponad 200 opowiadań. Startował również ww wyborach do Kongresu z ramienia założonej w 1912 r. Partii Postępowej.
Zmarł 20 stycznia 1957 r. w Brookline.